# Flygplan saknas
Flygplan saknas, svensk svart/vit film från 1965.

## Handling
Fältflygaren Jens Berg och navigatören Carl Hagen måste flyga tillsammans i en Saab 32 Lansen, trots att de starkt ogillar varandra. Vid ett övningsuppdrag havererar deras flygplan över öppet vatten och de måste rädda sig ut i fallskärm. De hamnar båda i planets gummiflotte. Carl klarar sig oskadd men Jens är svårt skadad. En räddningsaktion inleds trots att det inte finns stort hopp att finna dem eftersom planets nödsändare är utslagen.
Det är inte första gången som Jens störtar. Förra gången var det tillsammans med Carls svåger som även han var navigatör. Han avled vid det tillfället. Det är orsaken till deras fiendskap.

## Om filmen
Flygfilmen Flygplan saknas hade premiär på biograferna Kaparen och Victoria i Göteborg 15 februari 1965. Vid premiären fick filmen genomgående negativ kritik:
| ”                                                | Flertalet personer agerar så dåligt att det är praktiskt taget åtalbart och säger repliker som det knastrar om. Per Gunvall gör inte saken bättre. Att han är obefintlig som personinstruktör är en sak för sig. Värre och viktigare är att han arbetar med attityder och spänningsmoment som hör hemma i den inhemska beredskapsfilmens stenålder och som i dag ter sig lika urvuxna som mahjong och allsång. | „ |
| – Jurgen Schildt i Aftonbladet, 16 februari 1965 | |   |

## Rollista (i urval)
- Olle Johansson - Carl Hagen, navigatör
- Birgit Nordin - Inga Hagen, hans hustru
- Runar Martholm - Jens Berg, fältflygare
- Ulla Edin - Lena Boman, hans fästmö
- Arne Nyberg - överste Hansson, flottiljchef
- Lars-Erik Berenett - Göran, Ingas bror
- Börje Ahlstedt - Ragnar

## Filmmusik
"Höga berg och djupa dalar" av Torbjörn Lundquist